# Robert W. Chambers
Robert William Chambers (Brooklyn (New York), 26 mei 1865 – New York, 16 december 1933) was een Amerikaans schrijver en illustrator. 

## Levensloop
Na zijn opleiding in Parijs aan de École des Beaux-Arts, begon Chambers zijn carrière als illustrator voor tijdschriften zoals Life, Truth en Vogue. Ondanks zijn vroege succes als illustrator, besloot Chambers later zijn energie te richten op schrijven. Zijn doorbraak kwam met de publicatie van The King in Yellow in 1895, een verzameling bovennatuurlijke verhalen die zijn naam zou vestigen in de wereld van de fantastische literatuur. Dit werk werd bewonderd door hedendaagse schrijvers zoals H.P. Lovecraft.
Naast zijn invloed op het bovennatuurlijke genre, waagde Chambers zich ook aan historische fictie en romantische romans, waarmee hij succes boekte gedurende zijn literaire carrière. Zijn nalatenschap omvat niet alleen zijn eigen literaire en artistieke bijdragen, maar ook de blijvende impact van The King in Yellow op moderne schrijvers. 
Chambers overleed op 68-jarige leeftijd op 16 december 1933, nadat hij drie dagen eerder een darmoperatie had ondergaan.
- Bibsys: 2023052
- Biblioteca Nacional de España: XX1243332
- Bibliothèque nationale de France: cb11895940g (data)
- Catàleg d'autoritats de noms i títols de Catalunya: 981061020467106706
- CiNii: DA06905471
- Gemeinsame Normdatei: 101650086
- International Standard Name Identifier: 0000 0000 8093 3871
- Library of Congress Control Number: n50035708
- MusicBrainz: 0057155a-9dfa-40b5-a714-2ad852d54642
- Bibliotheek van het Japanse parlement: 01206705
- Nationale Bibliotheek van Tsjechië: xx0073783
- Nationale bibliotheek van Australië: 35168424
- Nationale Bibliotheek van Israël: 987007272224605171
- Nationale Bibliotheek van Polen: a0000002030471
- Nationale en Universitaire bibliotheek Zagreb: 000702263
- Nederlandse Thesaurus van Auteursnamen: 071005870
- Réseau des bibliothèques de Suisse occidentale: 02-A005183640
- SNAC: w6mp5jmw
- Système universitaire de documentation: 026776774
- Trove: 849748
- Union List of Artist Names: 500524812
- Virtual International Authority File: 14767483
- WorldCat: E39PBJh4q6QGf8jpTF8Q44X68C